# میکائیل گیورجیان (نویسنده)
میکائیل ماهاکی گیورجیان (ارمنی: Միքայել Մահակի Կյուրճյան؛ ارمنی غربی: Միքայէլ Կիւրճեան؛ انگلیسی: Mikayel Kiwrčean زادهٔ ۱۸۷۸ - درگذشته ۳ ژوئیهٔ ۱۹۶۵)، نویسنده، مترجم، روزنامه‌نگار، منتقد، نمایشنامه‌نویس اهل ارمنستان بود.

## زندگی‌نامه
وی در ۱۸۷۸ در کنستانتینوپل به دنیا آمد و از آموزشگاه اسکوتاری و مدرسه بربریان (۱۸۹۵) فارغ‌التحصیل شد. وی در بانک عثمانی و شیراک فعالیت می‌کرد. وی در ۳ ژوئیهٔ ۱۹۶۵ در سن ۸۷ سالگی در قاهره درگذشت.

## یادداشت
1. ↑  դրամատուրգ